# Noemi Smorra
Noemi Smorra (Roma, 16 marzo 1983) è una cantante e attrice italiana.

## Biografia
Italiana, di origini turche ed olandesi, inizia ad approcciarsi alla musica fin da piccola, ciò è dovuto anche al fatto che è figlia di un chitarrista classico e di una cantante. A 10 anni inizia lo studio del pianoforte e a 15 quello del canto. Nel 1998 fa parte di un gruppo con cui tenta di entrare a far parte del 48º Festival di Sanremo, venendo però scartata, con lo stesso gruppo, nella categoria Gruppi, vince il Festival degli sconosciuti. Due anni dopo, come solista vince il concorso Roma Festival con il brano inedito da lei scritto, La vita.
Nel 2001 consegue il diploma di maturità scientifica al liceo scientifico statale Democrito di Casal Palocco. Si iscrive al primo anno di Storia, Scienze e Tecniche della Musica e dello Spettacolo presso l'Università degli Studi di Roma "Tor Vergata", ma lascia gli studi nel 2002. Dal 2003 al 2006 studia all'Accademia nazionale d'arte drammatica.
Dal 2002 al 2003 viene selezionata come cantante tra i giovani talenti a Domenica In, condotto da Mara Venier. Nel 2005 viene scelta per la commedia musicale Datemi tre caravelle, che debutta al Teatro antico di Taormina per approdare, dopo la tournée, al teatro Sistina di Roma nel marzo del 2006. Nel 2007 recita nel ruolo di Dorina Rivalta in otto episodi de La figlia di Elisa - Ritorno a Rivombrosa.
Come solista, cerca di entrare a far parte dei cantanti del Festival di Sanremo 2007, non riuscendo a passare le selezioni; nel 2008 non viene ammessa nella squadra Over 25, capitanata da Morgan, durante i provini della seconda edizione di X Factor.
Nel 2008 è protagonista di puntata in un episodio della sesta stagione di Don Matteo Una buona annata; nello stesso anno interpreta Pia De' Tolomei nel musical La Divina Commedia, diretto da Daniele Falleri e Elisabetta Marchetti.
Dal 2009 al 2010 è cantante e attrice a Domenica In. 7 Giorni con la conduzione di Pippo Baudo. Nel 2010 viene scelta per interpretare Lucia Mondella in I promessi sposi - Opera moderna di Michele Guardì e Pippo Flora: lo spettacolo debutta a giugno allo stadio San Siro di Milano. Nel 2012 incide le versioni italiane della sigla di testa e quelle di coda dell'anime giapponese Fresh Pretty Cure!, mentre l'anno successivo canta due versioni della sigla e una canzone in duetto con Viviana Ullo di HeartCatch Pretty Cure!, serie in cui doppia un personaggio apparso in un episodio.
Nel 2013 partecipa al talent show The Voice of Italy nella squadra di Raffaella Carrà, venendo eliminata durante la sesta puntata. Il 14 novembre 2014 si esibisce all'Auditorium Parco della Musica di Roma in un featuring internazionale con la cantante russa Lena Katina, ex-componente del duo pop t.A.T.u., durante il concerto legato alla presentazione del CD da solista di quest'ultima. Il loro duetto, Golden Leaves, entra nella top-ten del canale musicale Muzyka pervogo della TV di stato russa Pervyj kanal e viene inserito nell'EP di debutto della Smorra Trasparente pubblicato il 19 maggio 2015.
Alla fine dell'estate 2015 Noemi Smorra è sul set del film thriller di Ruggero Deodato Ballad in Blood e nel mese di ottobre torna a vestire i panni di Lucia Mondella ne I promessi sposi - Opera moderna per il tour 2015.
Nel marzo 2017 esce il singolo Il giorno del risveglio e il relativo videoclip al quale segue nel mese di luglio la collaborazione con la cantante venezuelana Stephania Sanquiz in Hojas Amarillas, versione in lingua spagnola di Golden Leaves. Il singolo entra in Messico nella classifica delle canzoni Pop più vendute su iTunes.
A cavallo tra il 2018 e il 2019 Noemi Smorra è la protagonista femminile dei Musicanti - il musical con le canzoni di Pino Daniele con la direzione artistica di Fabio Massimo Colasanti; in autunno, a due anni dal suo ultimo singolo, pubblica Il molo incalza scritto assieme a Fernando Alba, brano che entra rapidamente nella classifica delle canzoni indipendenti più programmate dalle radio italiane. Nel mese di dicembre 2019 torna in teatro nel ruolo di Giulia nello spettacolo Insopportabilmente donna di e con Tess Masazza.
Il 17 settembre 2020 pubblica il nuovo singolo Adesso, scritto a quattro mani con Fernando Alba.
Il 26 dicembre 2020 pubblica la versione studio acustica di un brano da lei già interpretato dal vivo, The Dark Of The Matinée dei Franz Ferdinand, in duetto con Simone Gianlorenzi.

## Teatro
- Tradimenti, di Harold Pinter, regia di Antonio Santoro (2004). Teatro della Concordia di Monte Castello di Vibio
- Le intellettuali, di Molière, regia di Massimiliano Farau (2005).
- Datemi tre caravelle, di Carmelo Pennisi e Massimiliano Durante, regia di Gianni Quaranta (2005-2006). Teatro antico di Taormina.
- La Divina Commedia, di Marco Frisina, regia di Daniele Falleri, Elisabetta Marchetti e Giancarlo Sforza (2007-2008)
- Zago Zago, adattamento e regia di Stefano Alleva (2008-2009)
- L'Angelo e la Fiammiferaia, regia di Ilenia Costanza (2008-2009)
- Antonio e Cleopatra, di William Shakespeare, regia di Francesco Branchetti (2009)
- Legittima Difesa Dossier, adattamento e regia di Ilenia Costanza (2010)
- I promessi sposi - Opera moderna, di Alessandro Manzoni, riduzione testo e regia di Michele Guardì (2010). Stadio Meazza di Milano
- La Favola del Poeta, tratto da Luigi Pirandello, adattamento e regia di Ilenia Costanza (2011)
- Irriducibilmente Italia... Sic Stantibus Rebus, regia di Ilenia Costanza (2011)
- Amaranto. Inatteso... sorprendente amore!, regia di Ilenia Costanza (2015)
- Musicanti - il musical con le canzoni di Pino Daniele, direzione artistica di Fabio Massimo Colasanti (2018-2019)
- Insopportabilmente Donna di e con Tess Masazza (2019)

## Discografia

### EP
- 2015 – Trasparente

### Singoli
- 2015 – Golden Leaves (feat. Lena Katina)
- 2015 – Trasparente
- 2017 – Il giorno del risveglio
- 2019 – Il molo incalza
- 2020 – Adesso
- 2020 – The Dark Of The Matinée (feat. Simone Gianlorenzi)

### CD da musical
- 2007 – La Divina Commedia
- 2020 – I promessi sposi - Opera moderna (Rai Trade)
- 2018 – Musicanti - Il musical con le canzoni di Pino Daniele

### Collaborazioni
- 2017 – Hojas Amarillas (feat. Stephania Sanquiz)

### Sigle
- 2007 – Una storia così, sigla di chiusura di La figlia di Elisa - Ritorno a Rivombrosa
- 2012 – Versione italiana della sigla di testa di Fresh Pretty Cure!
- 2012 – Versione italiana della prima sigla di coda di Fresh Pretty Cure!
- 2012 – Versione italiana della seconda sigla di coda di Fresh Pretty Cure!
- 2013 – Versione italiana della sigla di HeartCatch Pretty Cure!
- 2013 – 2ª versione italiana della sigla di HeartCatch Pretty Cure!
- 2013 – HeartCatch Pretty Cure!, versione italiana di HEART GOES ON, duetto con Viviana Ullo
- 2016 – Versione italiana della sigla di testa di Sailor Moon Crystal, con Laura Salomone, Aurelia Porzia, Viviana Ullo e Francesca Buttarazzi

## Filmografia
- La figlia di Elisa - Ritorno a Rivombrosa – serie TV, 8 episodi (2007)
- Don Matteo – serie TV, episodio 6x21 (2008)
- Così non funziona, regia di Roberto Costantini – cortometraggio (2008)
- Nightly, regia di Lillo Sorce – cortometraggio (2010)
- Mater Nostra Vivit, regia di William Mussini – cortometraggio (2011)
- Ballad in Blood, regia di Ruggero Deodato (2016)

## Doppiaggio
- Mama Mirabelle (canto) in Mamma Mirabelle
- HeartCatch Pretty Cure! – serie animata, ep. 36 (2013) – voce

## Riconoscimenti
- 1998 – Festival degli sconosciuti (nella categoria Gruppi[4])